# Cleora tongaica
Cleora tongaica là một loài bướm đêm trong họ Geometridae.